# San José (schip, 1696)
De San José was een Spaans galjoenschip uit de zilvervloot, gekelderd voor Cartagena. Tijdens de Spaanse Successieoorlog kreeg de Britse admiraal Charles Wager opdracht om de jaarlijkse Zilvervloot buit te maken om de Spaans-Franse oorlogvoering te treffen. De San José vormde met de San Joaquin en de Santa Cruz de verdediging van veertien koopvaardijschepen. De oorlogsschepen vervoerden ook de kostbaarheden van de vloot. De San Joaquin wist te ontkomen en de Santa Cruz bleek grotendeels leeg. De San José zonk met goud en zilver nadat er een vonk bij het kruit in het ruim was gekomen, slechts elf van de 600 bemanningsleden werden gered.
Op 27 november 2015 werd het wrak teruggevonden. Het schip kon geïdentificeerd worden door Colombiaanse archeologen en internationale experts aan zijn kanonnen. Hoewel de exacte lading van het schip en de waarde ervan enigszins speculatief zijn wordt aangenomen dat de huidige waarde (2015) minstens een miljard euro is. Bij onderzoek in 2022 bleek dat de waarde eerder 16 miljard dollar was. Behalve door Colombia worden wrak en inhoud geclaimd door Spanje, onder wier vlag het schip voer, door Peru en Bolivia, vanwaar de schatten waren geroofd en door het Amerikaanse bergingsbedrijf Glocca Morra, dat al in 1981 beweerde de San José te hebben teruggevonden.